# Leszek Sułek (ur. 1954)
Leszek Sułek (ur. 18 kwietnia 1954 w Piotrowicach) – polski polityk, ekonomista, przedsiębiorca, poseł na Sejm V kadencji.

## Życiorys

### Wykształcenie i praca zawodowa
W 1985 ukończył studia ekonomiczne na Wydziale Ekonomiki i Organizacji Wyższej Szkoły Inżynierskiej w Radomiu. Zajął się prowadzeniem własnej działalności gospodarczej w Ostrowcu Świętokrzyskim.
W latach 1991–1994 był prezesem Klubu Małego Biznesu. Od 1996 do 2000 pełnił funkcję wiceprzewodniczącego Stowarzyszenia „Jesteśmy w Europie”. Równocześnie w 1999 został wiceprezesem Stowarzyszenia Antykorupcyjnego. W 2002 został prezesem Stowarzyszenia „Jadłodajnia”. prowadzącego stołówkę dla ubogich. W 2003 wszedł w skład w Powiatowej Rady Zatrudnienia.

### Działalność polityczna
W latach 1975–1978 należał do Zrzeszenia Studentów Polskich. W 1992 wstąpił do Ruchu dla Rzeczypospolitej (zasiadał we władzach miejskich ugrupowania). W wyborach parlamentarnych w 1993 jako kandydat RdR bez powodzenia ubiegał się o mandat poselski z listy Koalicji dla Rzeczypospolitej. W 1994 przeszedł do partii Przymierze Samoobrona (działającej następnie pod nazwą Samoobrona Rzeczpospolitej Polskiej) i został wiceprzewodniczącym rady wojewódzkiej tego ugrupowania.
W 2001 bez powodzenia kandydował w wyborach parlamentarnych w 2001, uzyskując 5656 głosów. Od 2002 do 2005 zasiadał w Sejmiku Województwa Świętokrzyskiego. Kierował klubem radnych Samoobrony RP. W wyborach w 2002 bez powodzenia kandydował na urząd prezydenta Ostrowca Świętokrzyskiego. Zdobył 17,84% głosów, zajmując trzecie miejsce spośród sześciu kandydatów. Pełnił funkcję asystenta społecznego posła Józefa Cepila.
W wyborach w 2005 został z jej listy wybrany posłem na Sejm V kadencji z okręgu kieleckiego liczbą 7590 głosów. Zasiadał w Komisji Polityki Społecznej, Komisji Rodziny i Praw Kobiet oraz Komisji Sprawiedliwości i Praw Człowieka. Był wiceprzewodniczącym świętokrzyskich struktur Samoobrony RP. We wrześniu 2007 odszedł z klubu i partii, wstępując do koła poselskiego Ruch Ludowo-Narodowy.
W przedterminowych wyborach parlamentarnych w tym samym roku bez powodzenia kandydował na senatora z ramienia Samoobrony Patriotycznej. W wyborach samorządowych w 2014 z ramienia Polski Patriotycznej bezskutecznie ubiegał się o funkcje radnego i prezydenta Ostrowca Świętokrzyskiego (uzyskał 6,43% głosów i zajął czwarte miejsce spośród sześciu kandydatów). W 2015 był kandydatem tego ugrupowania do Senatu.

### Postępowania sądowe
W marcu 2007 został skazany przez Sąd Rejonowy w Radomiu na karę grzywny za znieważenie policjantów. Wcześniej, w latach 90. był dwukrotnie skazany, za bezprawne zajęcie gabinetu prezydenta Ostrowca i czynną napaść na strażników miejskich. Sąd wymierzył mu wówczas karę ponad 1 roku pozbawienia wolności, którą odbył w jednostce penitencjarnej.

## Życie prywatne
Jest rozwiedziony, ma troje dzieci.